# Nemesia melissifolia
Nemesia melissifolia är en flenörtsväxtart som beskrevs av George Bentham. Nemesia melissifolia ingår i släktet nemesior, och familjen flenörtsväxter. Inga underarter finns listade i Catalogue of Life.

## Bildgalleri

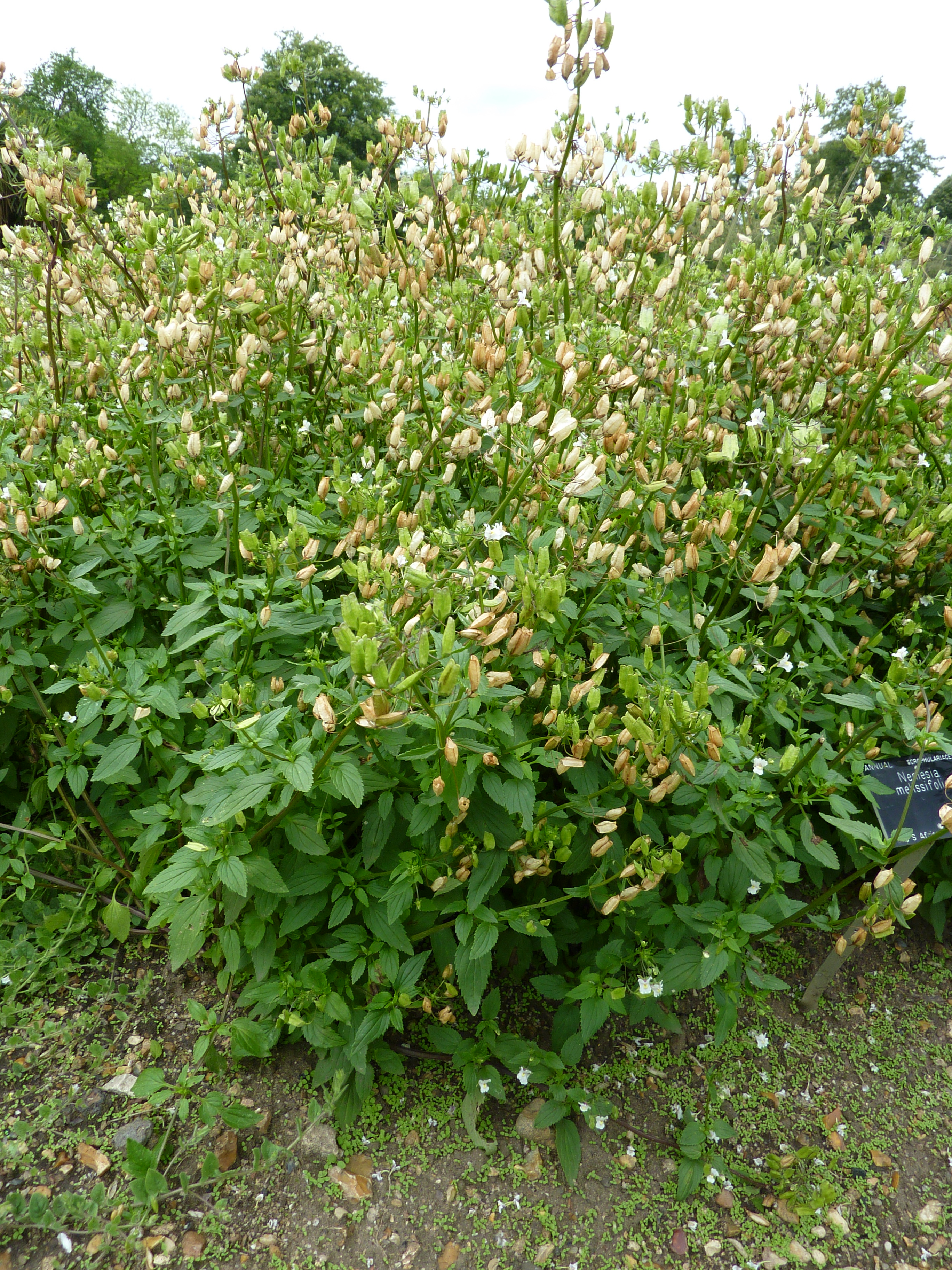
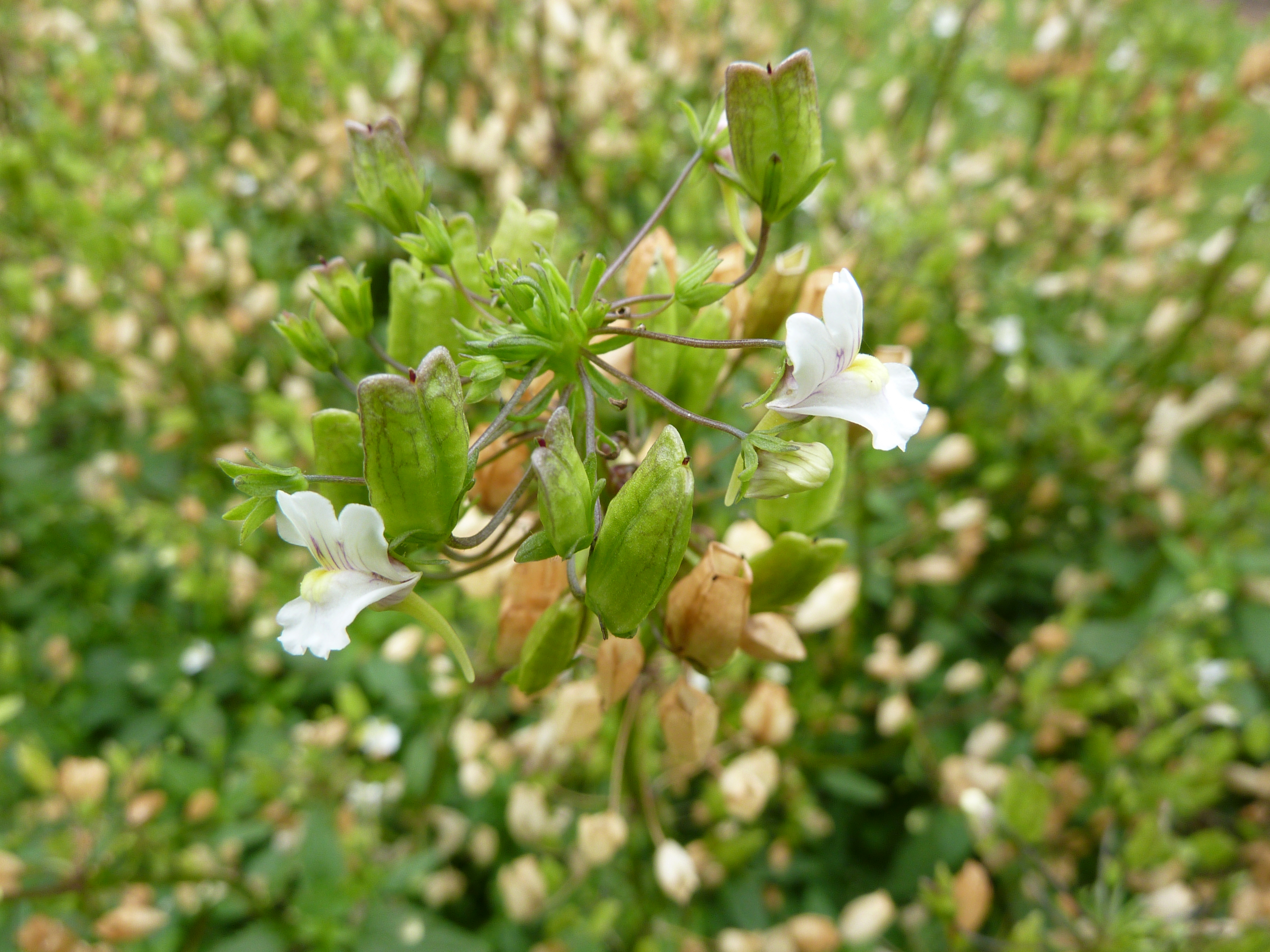